# Szabolcs Mezei
Szabolcs Mezei est un footballeur hongrois né le 18 octobre 2000 à Békéscsaba. Il joue au poste de milieu défensif au Paksi SE.

## Biographie

### En club
Formé au Békéscsabai 1912 Előre, il part le 13 août 2015 au MTK Budapest afin de continuer sa formation. Le 1er juillet 2018, il est prêté à son ancien club du Békéscsabai, qui évolue en deuxième division, pour une saison. Il joue son premier match le 29 juillet, contre le Mosonmagyaróvári TE. Il sort à la 73e minute et son équipe s'impose 3-0. Le 16 septembre, il marque son premier but contre l'Aqvital FC Csákvár. 
Au début de la saison 2019-2020, il fait son retour au MTK Budapest. Il joue son premier match le 4 août contre l'Aqvital FC Csákvár. Ce dernier remporte le match 3-2. Le 13 avril 2021, il marque un doublé contre le Kazincbarcikai SC, lors du huitième tour de la Coupe de Hongrie, et permet à son équipe de l'emporter 1-4. 

### En sélection
Avec les espoirs, il participe au championnat d'Europe espoirs en 2021. Lors de cette compétition organisée en Hongrie et en Slovénie, il joue trois matchs. Avec un bilan catastrophique de trois défaites en trois matchs, onze buts encaissés et deux buts marqués, la Hongrie est éliminée dès le premier tour.